# 莲都镇
莲都镇是中国广东省肇庆市封开县下辖的一个镇。

## 行政区划
莲都镇下辖长罗居委会、文华村、四村、华石村、河口村、深底村、清水村、东安村、社墩村、云塘村、芬守村、冷水村。